# بیت عنیا
بیت عَنیا (انگلیسی: Bethany), (یونانی باستان: Βηθανία، سریانی: ܒܝܬ ܥܢܝܐ بِیث ʿآنیا)، که در عربی محلی ایلعازریه یا العیزریه (عربی: العيزرية‎، به معنای «جایگاه ایلعازر») نامیده می‌شود، شهری فلسطینی در استان اورشلیم فلسطین است که در مجاورت اورشلیم شرقی در کرانه باختری واقع شده است. نام «العیزریه» به شخصیت عهد جدید یعنی ایلعازر اشاره دارد که طبق انجیل یوحنا، توسط عیسی در این شهر از مرگ برخاسته است. جایگاه سنتی این معجزه، یعنی قبر ایلعازر، یکی از مکان‌های زیارت در این شهر است.
این شهر در دامنه جنوب شرقی کوه زیتون و کمتر از ۲ مایل (۳٫۲ کیلومتر) با اورشلیم فاصله دارد. بر پایه آمار اداره مرکزی آمار فلسطین، جمعیت آن ۲۲٬۹۲۸ نفر است و پس از اورشلیم شرقی—که توسط اسرائیل الحاق شده و کاملاً تحت کنترل اسرائیل است، اگرچه این الحاق به‌طور بین‌المللی به‌رسمیت شناخته نشده—دومین شهر بزرگ استان قدس دولت فلسطین به‌شمار می‌رود.

## نام

### العیزریه
نام «العیزریه» (عربی: العيزرية‎) به معنای «جایگاه ایلعازر» است. در سال ۱۸۴۰، ادوارد رابینسون در کتاب تحقیقات کتاب مقدسی در فلسطین نوشت: «نام عربی روستا «العزریه» است، برگرفته از «العزیر»، شکل عربی ایلعازر. نام «بیت عنیا» در میان ساکنان بومی ناشناخته است. با این حال، دلیلی برای تردید در هویت این مکان با بیت عنیای کتاب مقدس وجود ندارد.»

### بیت عنیا
در مورد ریشهٔ نام «بیت عنیا» دیدگاه‌های متفاوتی وجود دارد. برخی پژوهشگران مانند ویلیام دیکسون باور دارند که این واژه به‌اشتباه به معنای «خانهٔ خرما» دانسته شده و در اصل از واژه‌ای سریانی به‌معنای «خانهٔ فقر» یا «تنگدستی» گرفته شده است. این دیدگاه بعدها توسط دانشمندانی مانند گوستاف دالمان و برایان کپر تأیید شد و حتی در متون مسیحی کهن نیز آمده است.
در مقابل، برخی دیگر می‌گویند ممکن است این نام از نام‌های شخصی عبری مانند «عنانیا» یا «حننیا» گرفته شده باشد. همچنین، از نزدیکی مکانی به «بیت‌فاجی» (خانهٔ انجیرهای نارس) نظریه‌ای مطرح است که شاید بیت عنیا به «خانهٔ انجیر» اشاره داشته باشد.
در نهایت، برخی پژوهشگران احتمال می‌دهند که معانی دینی و زبانی مختلف با هم ترکیب شده‌اند؛ یعنی هم نام شخصی و هم معنای خیریه‌گونه («خانهٔ فقرا») نقش داشته‌اند، چون این روستا در گذشته مکانی برای نگهداری از بیماران و نیازمندان بوده است.

## تاریخ

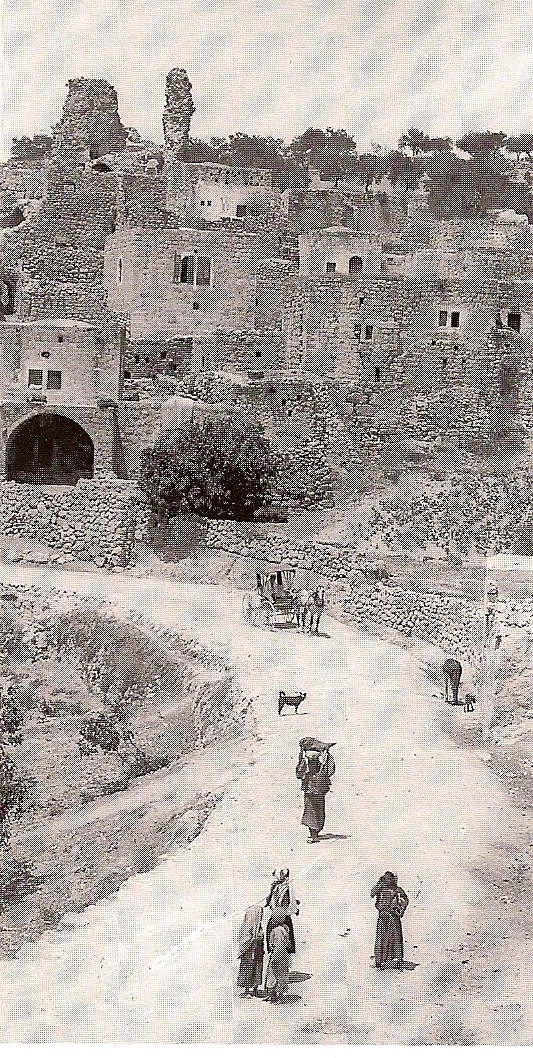
العیزریه در آغاز قرن بیستم

### روزگار کهن
گمان می‌رود این مکان از سدهٔ ششم پیش از میلاد به‌طور پیوسته مسکونی بوده است. در سال‌های ۱۹۲۳–۱۹۲۴، باستان‌شناس آمریکایی ویلیام اف. آلبرایت این روستا را با عنانیا (یا عَنانیاَب) برابر دانست؛ اما ادوارد رابینسون و دیگران، عنانیا را با بیت‌حَنینا امروزی برابر دانسته‌اند.
بر پایه دایرةالمعارف کاتولیک چاپ ۱۹۱۳، برخی پژوهشگران در اصالت مکان بیت عنیای امروزی تردید کرده‌اند:
برخی بر این باورند که روستای کنونی بیت عنیا دقیقاً در محل روستای کهن واقع نشده، بلکه در اطراف غاری شکل گرفته که به‌طور سنتی گور ایلعازر دانسته می‌شود و گمان دارند که این غار فاصله‌ای با خانهٔ مرتا و مریم در روستا داشته است؛ [دومنیکو] زانه‌کیا (La Palestine d'aujourd'hui, 1899, I, 445f.) مکان بیت عنیای کهن را بالاتر، در دامنه جنوب شرقی کوه زیتون، نزدیک به جایگاه پذیرفته‌شدهٔ بیت‌فاجی و محل عروج (عیسی)، می‌داند. با این حال، تقریباً قطعی است که روستای کنونی در پیرامون گور سنتی ایلعازر، که در غاری در همین روستاست، شکل گرفته… مکان روستای کهن شاید دقیقاً با مکان کنونی یکی نباشد، اما دلایل فراوانی وجود دارد که نشان می‌دهد در همین ناحیه قرار داشته است."